# Coniaciense
| Era Eratema | Periodo Sistema | Época Serie         | Edad Piso                      | Inicio, en millones de años |
| ----------- | --------------- | ------------------- | ------------------------------ | --------------------------- |
| Mesozoico   | Cretácico       | Superior / Tardío   | Maastrichtiense Maastrichtiano | 72,2±0,2                    |
| Mesozoico   | Cretácico       | Superior / Tardío   | Campaniense Campaniano         | 83,6±0,2                    |
| Mesozoico   | Cretácico       | Superior / Tardío   | Santoniense Santoniano         | 85,7±0,2                    |
| Mesozoico   | Cretácico       | Superior / Tardío   | Coniaciense Coniaciano         | 89,8±0,3                    |
| Mesozoico   | Cretácico       | Superior / Tardío   | Turoniense Turoniano           | 93,9±0,2                    |
| Mesozoico   | Cretácico       | Superior / Tardío   | Cenomaniense Cenomaniano       | 100,5±0,1                   |
| Mesozoico   | Cretácico       | Inferior / Temprano | Albiense Albiano               | 113,2±0,3                   |
| Mesozoico   | Cretácico       | Inferior / Temprano | Aptiense Aptiano               | 121,4±0,6                   |
| Mesozoico   | Cretácico       | Inferior / Temprano | Barremiense Barremiano         | 125,77                      |
| Mesozoico   | Cretácico       | Inferior / Temprano | Hauteriviense Hauteriviano     | 132,6±0,6                   |
| Mesozoico   | Cretácico       | Inferior / Temprano | Valanginiense Valanginiano     | 137,05±0,20                 |
| Mesozoico   | Cretácico       | Inferior / Temprano | Berriasiense Berriasiano       | 143,1                       |
| Mesozoico   | Jurásico        | Jurásico            | Jurásico                       | 201,4±0,2                   |
| Mesozoico   | Triásico        | Triásico            | Triásico                       | 251,9±0,024                 |

El Coniaciense o Coniaciano es el tercer piso y edad del Cretácico Superior/Cretácico Tardío, en la escala temporal geológica. Sucede al Turoniense  y precede al Santoniense. Se inició hace unos 89,8 millones de años y terminó hace unos 85,7 millones de años.
El Coniaciense se introdujo en la literatura científica por el geólogo y paleontólogo francés Henri Coquand en 1857. Recibe su nombre de la ciudad de Cognac (departamento de Charente, Francia).

## Sección estratotipo y punto de límite global (GSSP)

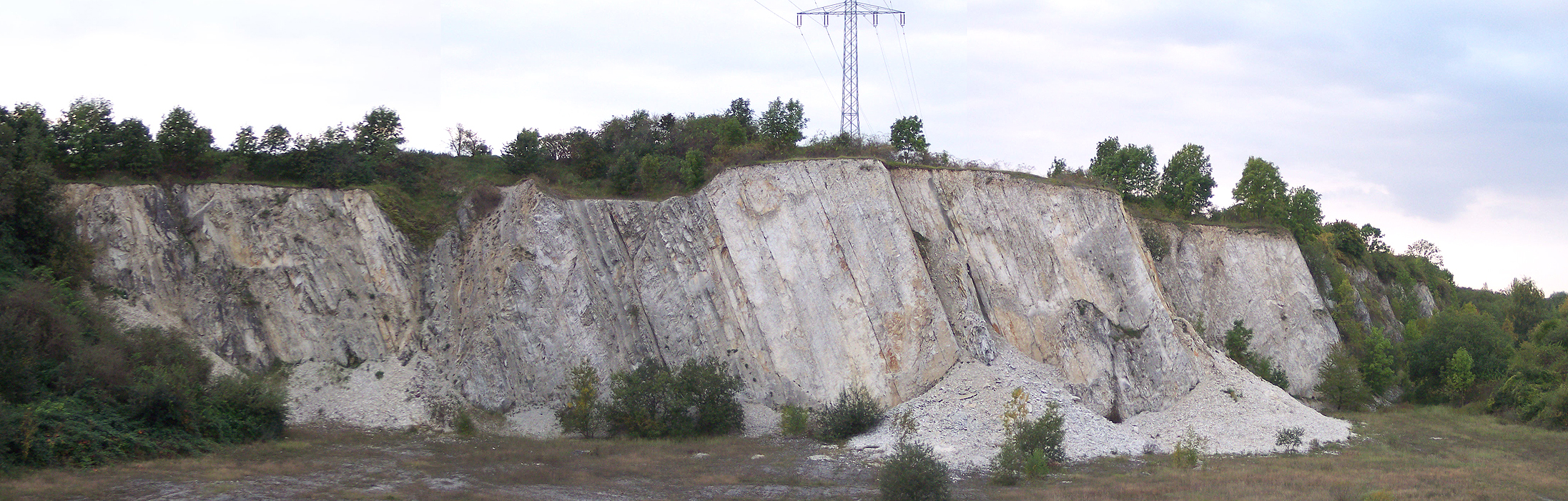
GSSP del Coniaciense (cantera Salzgitter-Salder, Alemania)

La sección estratotipo y punto de límite global (GSSP) para la base del Coniaciense se encuentra en la cantera de calizas  de Salzgitter-Salder (Salzgitter, Baja Sajonia, Alemania). Se caracteriza por la primera aparición del bivalvo inocerámido Cremnoceramus deformis. El piso y el GSSP fueron aprobados por la Comisión Internacional de Estratigrafía y posteriormente ratificados por la Unión Internacional de Ciencias Geológicas en mayo de 2021.
El techo del Coniaciense se define por el GSSP de la base del Santoniense, que se caracteriza por la primera aparición del bivalvo inocerámido Platyceramus undulatoplicatus.

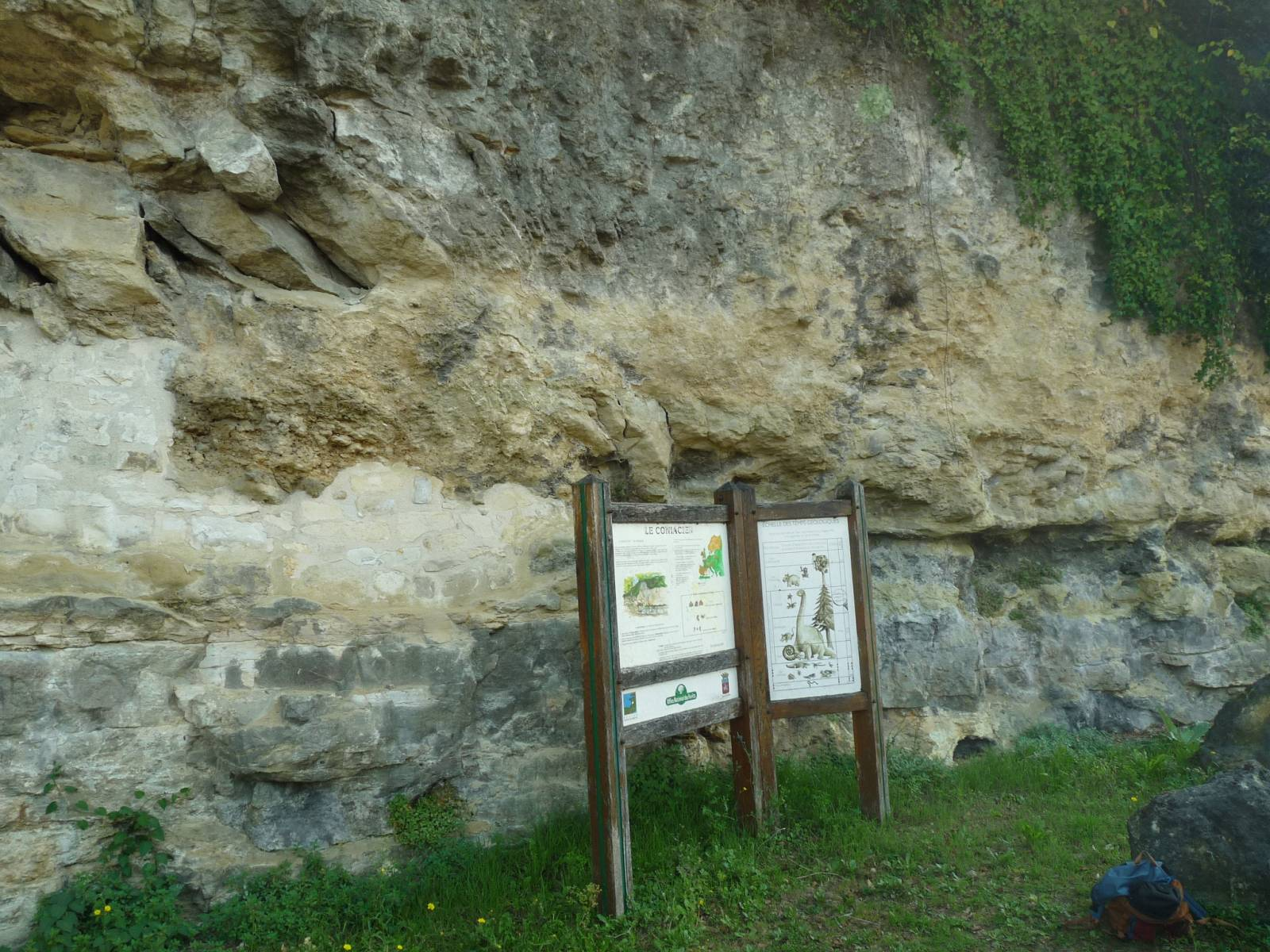
Afloramiento clásico del Coniaciense en Cognac (Charente, Francia)